# Закон сохранения электрического заряда
Зако́н сохране́ния электри́ческого заря́да — закон физики, утверждающий, что алгебраическая сумма зарядов электрически замкнутой системы сохраняется:
{\displaystyle q_{1}+q_{2}+q_{3}+......+q_{n}=const.}
Закон сохранения заряда выполняется абсолютно точно. На данный момент его происхождение объясняют следствием принципа калибровочной инвариантности. Требование релятивистской инвариантности приводит к тому, что закон сохранения заряда имеет локальный характер: изменение заряда в любом наперёд заданном объёме равно потоку заряда через его границу. В изначальной формулировке был бы возможен следующий процесс: заряд исчезает в одной точке пространства и мгновенно возникает в другой. Однако такой процесс был бы релятивистски неинвариантен: из-за относительности одновременности в некоторых системах отсчёта заряд появился бы в новом месте до того, как исчез в предыдущем, а в некоторых — заряд появился бы в новом месте спустя некоторое время после исчезновения в предыдущем. То есть был бы отрезок времени, в течение которого заряд не сохраняется. Требование локальности позволяет записать закон сохранения заряда в дифференциальной и интегральной форме.

## Закон сохранения заряда икалибровочная инвариантность
| Симметрия в физике             | Симметрия в физике                    | Симметрия в физике               |
| Преобразование                 | Соответствующая инвариантность        | Соответствующий закон сохранения |
| ------------------------------ | ------------------------------------- | -------------------------------- |
| ↕ Трансляции времени           | Однородность времени                  | …энергии                         |
| ⊠ C, P, CP и T-симметрии       | Изотропность времени                  | …чётности                        |
| ↔ Трансляции пространства      | Однородность пространства             | …импульса                        |
| ↺ Вращения пространства        | Изотропность пространства             | …момента импульса                |
| ⇆ Группа Лоренца (бусты)       | Относительность лоренц-ковариантность | …движения центра масс            |
| ~ Калибровочное преобразование | Калибровочная инвариантность          | …заряда                          |

Физическая теория утверждает, что каждый закон сохранения основан на соответствующем фундаментальном принципе симметрии. Со свойствами симметрий пространства-времени связаны законы сохранения энергии, импульса и момента импульса. Законы сохранения электрического, барионного и лептонного зарядов связаны не со свойствами пространства-времени, а с симметрией физических законов относительно фазовых преобразований в абстрактном пространстве квантовомеханических операторов и векторов состояний. Заряженные поля в квантовой теории поля описываются комплексной волновой функцией {\displaystyle \phi (x)=|\phi (x)|e^{i\psi (x)}}, где x — пространственно-временная координата. Частицам с противоположными зарядами соответствуют функции поля, различающиеся знаком фазы {\displaystyle \psi }, которую можно считать угловой координатой в некотором фиктивном двумерном «зарядовом пространстве». Закон сохранения заряда является следствием инвариантности лагранжиана относительно глобального калибровочного преобразования типа {\displaystyle \phi '=e^{i\alpha Q}\phi }, где Q — заряд частицы, описываемой полем {\displaystyle \phi }, а {\displaystyle \alpha } — произвольное вещественное число, являющееся параметром и не зависящее от пространственно-временных координат частицы. Такие преобразования не меняют модуля функции, поэтому они называются унитарными U(1).

## Математический формализм
Предположим, что поле описывается комплексной величиной {\displaystyle \psi } (волновая функция) и функция Лагранжа инвариантна относительно калибровочных преобразований {\displaystyle \psi \to \psi e^{i\alpha }}, {\displaystyle \psi ^{*}\to \psi ^{*}e^{-i\alpha }}. При этом преобразовании все физически наблюдаемые величины (например, плотность вероятности {\displaystyle \psi ^{*}\psi }, энергия и импульс) не изменяются. Такое поле можно рассматривать как носитель заряда {\displaystyle \rho =-i\epsilon \left({\frac {\partial L}{\partial {\dot {\psi }}}}\psi -{\frac {\partial L}{\partial {\dot {\psi ^{*}}}}}\psi ^{*}\right)} и тока {\displaystyle s_{k}=-i\epsilon \left({\frac {\partial L}{\partial {\frac {\partial \psi }{\partial x_{k}}}}}\psi -{\frac {\partial L}{\partial {\frac {\partial \psi ^{*}}{\partial x_{k}}}}}\psi ^{*}\right)}, которые удовлетворяют уравнению непрерывности:{\displaystyle {\frac {\partial \rho }{\partial t}}+{\textrm {div}}{\textbf {s}}=0}

## Другие соображения
Предположим, что нам известен процесс, нарушающий закон сохранения заряда, в ходе которого, затратив энергию {\displaystyle E}, можно создать заряд {\displaystyle e}. Пользуясь этим процессом, создадим заряд {\displaystyle e}, затратив энергию {\displaystyle E} в клетке Фарадея с потенциалом {\displaystyle \varphi }. Извлечём затем созданный заряд и переместим его подальше от клетки. Получим энергию в виде работы электростатических сил {\displaystyle e\varphi }. Обратим теперь процесс создания заряда и получим ранее затраченную энергию {\displaystyle E}. Повторяя такой процеcc, можно создать вечный двигатель I рода. Следовательно, допущение о возможности нарушения закона сохранения электрического заряда является ложным. Данное рассуждение показывает связь между законом сохранения электрического заряда и предположением о ненаблюдаемости абсолютной величины электрического потенциала.

## Закон сохранения заряда в интегральной форме
Вспомним, что плотность потока электрического заряда есть просто плотность тока. Тот факт, что изменение заряда в объёме равно полному току через поверхность, можно записать в математической форме:
{\displaystyle {\frac {\partial }{\partial t}}\int \limits _{\Omega }\rho dV=-\oint \limits _{\partial \Omega }{\vec {j}}\cdot d{\vec {S\ }}.}
Здесь {\displaystyle \Omega } — некоторая произвольная область в трёхмерном пространстве, {\displaystyle \partial \Omega } — граница этой области, {\displaystyle \rho } — плотность заряда, {\displaystyle {\vec {j}}} — плотность тока (плотность потока электрического заряда) через границу.

## Закон сохранения заряда в дифференциальной форме
Переходя к бесконечно малому объёму и используя по мере необходимости теорему Остроградского — Гаусса, можно переписать закон сохранения заряда в локальной дифференциальной форме (уравнение непрерывности):
{\displaystyle {\frac {\partial \rho }{\partial t}}+{\mbox{div}}{\vec {j}}=0.}

## Закон сохранения заряда в электронике
Правила Кирхгофа для токов напрямую следуют из закона сохранения заряда. Объединение проводников и радиоэлектронных компонентов представляется в виде незамкнутой системы. Суммарный приток зарядов в данную систему равен суммарному выходу зарядов из системы. В правилах Кирхгофа предполагается, что электронная система не может значительно изменять свой суммарный заряд.

## Экспериментальная проверка несохранения заряда
Наилучшей экспериментальной проверкой закона сохранения электрического заряда является поиск таких распадов элементарных частиц, которые были бы разрешены в случае нестрогого сохранения заряда. Такие распады никогда не наблюдались.
Лучшее экспериментальное ограничение на вероятность нарушения закона сохранения электрического заряда получено из поиска фотона с энергией равной половине массы покоя электрона mec2/2 ≈ 255 кэВ, возникающего в гипотетическом распаде электрона на нейтрино и фотон — в этом гипотетическом процессе распада электрона предполагаются сохранения импульса, момента импульса, энергии и лептонного заряда:
|  | e → νγ | время жизни «возбуждённого» состояния электрона по результатам измерений больше 6,6⋅1028 лет (90 % CL) |

однако существуют теоретические аргументы в пользу того, что такой однофотонный распад не может происходить даже в случае, если заряд не сохраняется.
Другой необычный несохраняющий заряд процесс — спонтанное превращение электрона в позитрон
и исчезновение заряда (переход в дополнительные измерения, туннелирование с браны и т. п.). Наилучшие экспериментальные ограничения на исчезновение электрона вместе с электрическим зарядом и на бета-распад нейтрона без эмиссии электрона:
|  | e → любые частицы | время жизни больше 6,4⋅1024 лет (68 % CL) |
|  | n → pν            | относительная вероятность несохраняющего заряд распада менее 8⋅10−27 (68 % CL) при бета-распаде нейтрона в ядре галлия-71, превращающегося при этом в германий-71 |